# 누비아 피라미드

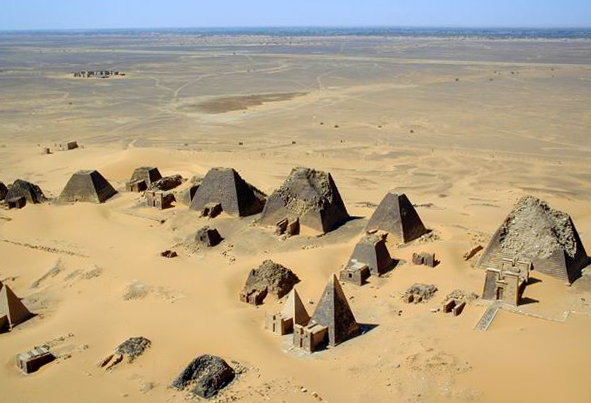
메로에의 피라미드

누비아 피라미드는 현재 수단 북부에 위치한 나일강의 누비아 지역에 있는 고대 쿠시 왕국의 통치자들에 의해 건설된 피라미드들이다. 이 지역은 세 개의 고대 쿠시 왕국의 유적지였다. 첫 번째 왕국의 수도는 케르마 (기원전 2500~1500년)에 있었고, 두 번째 왕국은 나파타 (기원전 1000~300년)에 중심을 두었고, 세 번째 왕국은 메로에 (기원전 300년~서기 300년)에 중심을 두었다.
누비아 문화에서 피라미드는 쿠시 왕국의 왕족과 부유한 인물들의 매장 관습에 필수적인 요소였으며, 이 관행은 기원전 7세기 초에 시작되었다. 이 관습은 기원전 700년에서 서기 350년까지 거의 천 년 동안 지속되었다. 누비아 피라미드는 신왕국 시대에 유행했던 이집트 건축의 변형을 보여준다.